# HD 175679
HD 175679，又名BD+02 3730，SAO 124073、HR 7144，是一颗恒星，视星等为6.15，位于銀經35.7，銀緯0.02，其B1900.0坐标为赤經18h 51m 23.6s，赤緯+2° 0.02′ 29″。